# Tabaal
Tabaal (vagy Tabal, hettita KUR URUta-ba-li, a biblikus héberben תּוּבָל vagy תֻּבַל, azaz Tūvāl vagy Tuval) királysága valószínűleg már közvetlenül a Hettita Birodalom bukása után létrejött az i. e. 12. században, de négy évszázadon keresztül a térség történelme gyakorlatilag ismeretlen. A mai Törökország Kayseri, Niğde és Adana tartományainak területén, változó kiterjedéssel állt fenn.
Az i. e. 9. század végén 24 kisebb fejedelemség egyesülésével jött létre a Tabaal királyságok néven ismert államalakulat, amelynek első nagykirálya valószínűleg I. Tuvatisz volt. Az egyesülés fő oka Urartu erősödése lehetett, amely védelmi jellegű tömörülést kényszerített ki. A Tabaal királyságok laza államszervezetének legfőbb ellenfele a közvetlen szomszéd, Tuvana volt, gyakorta nevezték a tuvanai uralkodót Tabaal királyának is. Emellett azonban a folytonos elszakadási kísérletek is nehezítették az életét. Ilyen lehetett Szamal és Danuna is, bár konkrétan nem tudjuk, hogy Tuvana, Tabaal vagy Karkemis főhatalma alól önállósultak az i. e. 9. században. A királyságban a luvi hieroglif írást használták. Nagy számú feliratos emlék (sztélék, sziklafeliratok) maradtak fenn, de nagy részük olvashatatlanná erodálódott, ezért a térség történelme igen kevéssé ismert.
Tabaal történetét egyes grúz történészek (például Ivane Javakashvili) a grúz etnogenezis részeként értelmezik, mivel a Hekataiosz, Hérodotosz, Xenophón, Sztrabón és Iosephus Flavius műveiben említett tibareni (ógörögül: tibarenoi, latinul: thobeles) törzsekkel kapcsolják össze a nevet. A tengeri népek egyik csoportja, a mushik (a későbbi phrügök ősei is) kétségkívül átvonulhattak e területen, és a grúzok a moszkhosz (moschos) népet a kartvéli törzsek egyikeként tartják számon.
Tabaal legkorábbi történetéről a kulului sztélék adnak információt, amelyeket 1935 és 1983 között találtak egymás után. Mindegyikük az i. e. 8. századból származik. Egymásra utaló, illetve egymást alátámasztó szövegeik alapján mind I. Tuvatisz uralkodásának idejéből valók, így Panunisz herceg temetési sztéléje is. A szövegek ortográfiailag a çiftlik-sztélé felirataihoz hasonlók. Hasonló korúak az erkileti sztélék is, amelyeket az egyébként ismeretlen Huhaszarmasz és Asztivaszusz állított.
A sultanhanı emlékmű Vaszuszarmasz király egyik vazallusától, Szarvativarasz fejedelemtől származik, de nem tudjuk, melyik tagállam vezetője volt. A táblát az i. e. 8. század második felében faragták. A topadai felirat egy öt méter magas sziklafalon olvasható, és Vaszuszarmasz mellett még három másik királynév is szerepel rajta, mint Varpalavasz, Kijakijasz és a máshonnan nem ismert Ruvatasz. Vaszuszarmasz III. Tukulti-apil-ésarra egyik feliratán Vasszurme névváltozattal szerepel.
A feliratos emlékek következője egy sztélé fennmaradt töredéke (niğde-sztélé), ahol Varpalavasz tuvanai királyról és egyik elődjéről, Szaruvaniszról van szó. Datálása bizonytalan, de az i. e. 8. századi becslés elfogadott. Varpalavasz valószínűleg Tabaal királya is volt. Ez a király nagy területeket birtokolt, amit az ivrizi emlékmű bizonyít, hiszen ez a térség már a Tuz-tótól délre helyezkedik el, Niğde városától (ókori Tuvana) több mint 100 kilométerre.
Az aksaray-sztélén olvasható Kijakijasz hettita név valószínűleg azonos az asszír évkönyvekben feltűnő Ki-ak-ki névvel, így a II. Sarrukín idejében uralkodó tabaali király valószínűleg igazoltnak és datálhatónak tekintendő.
Az i. e. 8. század vége megint homályos korszak. II. Sarrukín évkönyveiben feltűnik egy Kurti nevű uralkodó, és ismert a bahçeköy-sztéléről egy újhettita Kurtisz király. Kurtisz neve a hisarcıki feliratokon is megjelenik. Konkrét kapcsolat azonban nincs közöttük. A felirat azért jelentős, mert Tarhuntasz és Kuruntasz hettita istenek kultuszának fennmaradását, továbbélését bizonyítja.
Az i. e. 8. század második felében a tabaali régiót más kilikiai államok vették birtokba, i. e. 700 körül Asszíria hódította meg, i. e. 645-ben Gügész lüd király, majd i. e. 609-ben az Újbabiloni Birodalom foglalta el.